# Otto Schiek
Otto Schiek (alternative Schreibweise: Otto Schieck; * 5. Oktober 1898 in Großenlupnitz; † 4. März 1980 in Weimar) war ein deutscher Politiker (KPD).

## Leben und Wirken
Otto Schiek besuchte von 1905 bis 1913 die Volksschule in Eisenach. Anschließend absolvierte er von 1913 bis 1916 eine Schlosserlehre und besuchte die Gewerbeschule in Eisenach. Von 1916 bis 1918 nahm Schiek am Ersten Weltkrieg teil. Nach dem Krieg kehrte Schiek in seinen alten Beruf zurück. Bis in die 1930er Jahre arbeitete er als Schlosser in der Automobil- und Heeresfabrikation. Von 1916 bis 1929 war Schiek im Deutschen Metallarbeiterverband organisiert. Wegen der Beteiligung an einer eigenständigen kommunistischen Liste zur Betriebsratswahl im Rahmen der Anwendung von Strategien der Revolutionären Gewerkschafts-Opposition (RGO) wurde er 1929 aus dem Verband ausgeschlossen. Daneben amtierte Schiek als Betriebsrat der Bayerischen Motorwerke in der Zweigniederlassung Eisenach.
1922 trat Schiek in die Kommunistische Partei Deutschlands (KPD) ein. Im Juli 1932 wurde Schiek als Kandidat seiner Partei für den Wahlkreis 12 (Thüringen) in den Reichstag gewählt. Bei den Reichstagswahlen vom März 1933 wurde Schieks Mandat zwar bestätigt, jedoch konnte er seinen Platz im Parlament aufgrund der zu diesem Zeitpunkt einsetzenden Kommunistenverfolgung durch die Nationalsozialisten nicht mehr einnehmen.
In der Sportorganisation der KPD bekleidete Otto Schiek ebenfalls eine Reihe von Ämtern: So war er Vorsitzender der Freien Turnerschaft Eisenach, Gebietsleiter im Unterbezirk Eisenach und Mitglied der Reichsleitung der Kampfgemeinschaft für Rote Sporteinheiten. Am 24. März 1934 wurde Otto Schiek durch die Gestapo verhaftet. Es folgten drei Jahre Einzelhaft im Zuchthaus Untermaßfeld bei Meiningen. Im Anschluss an die Einzelhaft wurde er ins Konzentrationslager Sachsenhausen verschleppt und kam am 26. Mai 1939 frei. Wegen seiner illegalen Tätigkeit gegen die Nationalsozialisten wurde Otto Schiek im August 1944 erneut verhaftet und kam in das KZ Buchenwald, wo er bis Mai 1945 verblieb.
Nach 1945 war er vier Jahre Landrat des Landkreises Eisenach, anschließend stellvertretender Direktor des VEB Carl Zeiss Jena, danach Direktor des VEB Bohrmaschinenwerk Gera und schließlich bis zum Ruhestand Direktor des VEB Wälzkörperwerk Bad Liebenstein.
1973 erhielt er die Ehrenspange zum Vaterländischen Verdienstorden in Gold.